# Patrick Lascaux
Patrick Michel Lascaux, né le 17 octobre 1943 à Paris et mort le 28 mars 2010 à Boussy-Saint-Antoine est un mathématicien français spécialiste de physique mathématique et de calcul numérique.

## Biographie
Après des études en classes préparatoires au lycée Janson de Sailly il est admis à l'École polytechnique dont il est diplômé en 1962. Par la suite il soutiendra en 1971 une thèse d'Etat sous la direction conjointe de Jacques-Louis Lions et Pierre-Arnaud Raviart.
Après deux années au Ministère de l'Équipement, il entre en 1967 au Centre d'Études de Limeil du CEA/DAM au service de mathématiques appliquées. De 1987 à 1992, après son passage au CNAM comme professeur, il prend la tête de cette unité devenue département. En 1992 il devient directeur du Centre d'Études de Limeil-Valenton jusqu'en 1996, date de la fermeture de cet établissement. Il devient alors directeur adjoint du centre CEA de Bruyères-le-Châtel jusqu'en 2000. Il est alors nommé directeur chargé des coopérations avec les organismes de recherche jusqu'en 2001, puis directeur scientifique jusqu'à sa retraite en 2003,.
Parallèlement il exerce des fonctions d'enseignant :
- maître de conférences à l'École polytechnique (1973-1987),
- à l'ENPC (1967-1978),

## Carrière scientifique
Patrick Lascaux s'est consacré à l'étude des méthodes numériques dans divers domaines. Il a été l'un des précurseurs du calcul intensif au CEA.

## Distinctions
- Chevalier de l'Ordre national du mérite (1995)[3],
- Chevalier de l'Ordre national de la Légion d'honneur (2003)[4].

Membre de :
- président du GAMNI (Groupe pour l’Avancement des Méthodes Numériques de l’Ingénieur) jusqu'à sa fusion avec la SMAI[5],
- cofondateur de la SMAI, secrétaire de cette institution de 1983 à 1987 et vice-président relations industrielles de 2004 à 2009,
- Responsable des Écoles d’été CEA-INRIA-EDF.

Reconnaissance : 
- conseiller scientifique de divers organismes : CNES, DGA/Direction des Recherches et Études Techniques, IFP...
- un supercalculateur du CEA a été baptisé de son nom en 2010[6].

## Ouvrages
- Patrick Lascaux et Raymond Theodor, Analyse numérique matricielle appliquée à l'art de l'ingénieur - Volume 1 Méthodes directes, Dunod, 2000
- Patrick Lascaux et Raymond Theodor, Analyse numérique matricielle appliquée à l'art de l'ingénieur - Volume 2 Méthodes itératives, Dunod, 2004